# 毛血旺

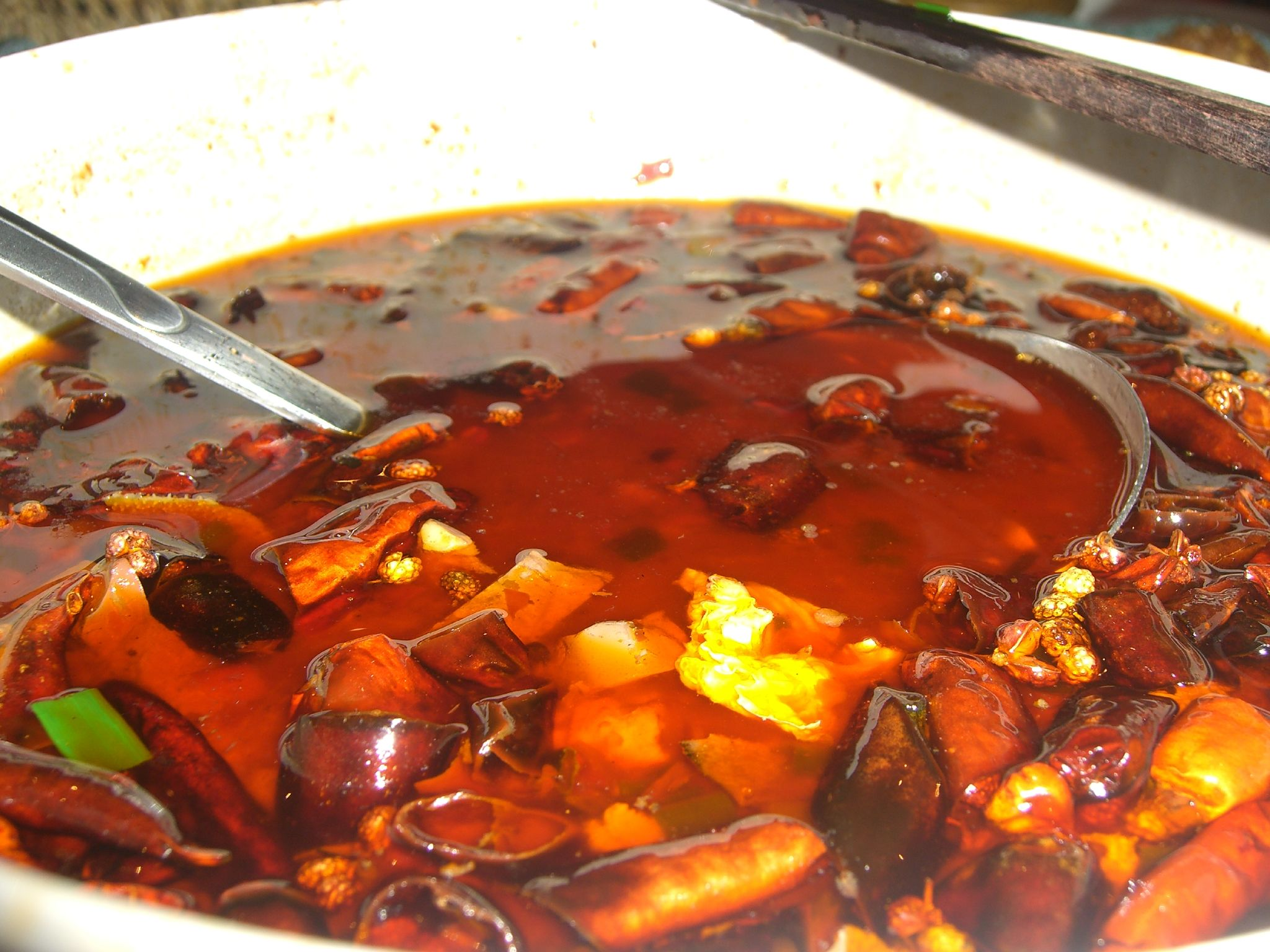
毛血旺

毛血旺，又稱冒血旺，是一道川菜，起源於重慶磁器口古镇的小吃。「毛」是重慶方言，意为粗獷、馬虎。且有毛肚百葉等雜碎為主料，所以「毛血旺」菜名廣為流傳。

## 做法
毛血旺一般用鸭血（即鸭血旺，也有部分地区采用猪血）加上其他配料製成。配料如鴨腸、泥鰍、火腿腸、午餐肉、鴨肚、豬心等肉類，以及豆芽、萵筍、木耳等非肉類。有的地方配料有所不同，如把泥鰍換成魚或鱔段、也有的加有毛肚或魷魚等。傳統的清湯口味是用罐煨，麻辣口味的則是使用一般的鍋。